# Canyon Barry
Canyon Barry, född 7 januari 1994 i Colorado Springs, Colorado, är en amerikansk basketspelare som fokuserar på 3x3-spel.

## Karriär
Barry har ingått i det amerikanska laget som vunnit VM-guld 2019 och VM-silver 2023. Har har även ett guld från de Panamerikanska spelen 2023.